# Duguetia panamensis
Duguetia panamensis Standl. – gatunek rośliny z rodziny flaszowcowatych (Annonaceae Juss.). Występuje naturalnie w Nikaragui, Kostaryce oraz Panamie. 

## Morfologia
PokrójZimozielone drzewo dorastające do 15 m wysokości.
LiścieMają kształt od podłużnie eliptycznego do podłużnie odwrotnie lancetowatego. Mierzą 8,5–19 cm długości oraz 2,5–6 cm szerokości. Są lekko owłosione od spodu. Nasada liścia jest klinowa. Liść jest zagięty na brzegach, o długo spiczastym wierzchołku. Ogonek liściowy jest owłosiony i dorasta do 3–6 mm długości.
KwiatyZebrane w pęczki, rozwijają się naprzeciwlegle do liści lub bezpośrednio na pniach i gałęziach (kaulifloria). Działki kielicha o ostrym wierzchołku, dorastają do 12 mm długości. Płatki mają eliptycznie podłużny kształt i osiągają do 9–15 mm długości.
OwocePojedynczy owoc ma 22 mm długości i 8 mm szerokości. Zebrane w kuliste owocostany o średnicy 50 mm.

## Biologia i ekologia
Rośnie w wilgotnych wiecznie zielonych lasach, na terenach nizinnych. Owoce pojawiają się w październiku.